# Tytus Filipowicz
Tytus Filipowicz (ur. 21 listopada 1873 w Warszawie, zm. 13 lipca 1953 w Londynie) – polski działacz polityczny, dyplomata, publicysta. Przed I wojną światową jeden z przywódców Polskiej Partii Socjalistycznej. Jako kierownik Ministerstwa Spraw Zagranicznych 16 listopada 1918 r. podpisał depeszę notyfikującą powstanie państwa polskiego. Chargé d’affaires w RFSRR (1921), poseł i następnie ambasador RP w Stanach Zjednoczonych (1929–1932).
Członek loży wolnomularskiej w Warszawie w czasach II Rzeczypospolitej, założyciel Unii Narodowo-Państwowej w 1922 roku.

## Życiorys
Był synem Kazimierza, lekarza i botanika, i Zofii z Samborskich. Wychowywał się pod wpływem Tytusa Chałubińskiego, krewnego ze strony matki, w którego domu zaprzyjaźnił się z młodym Ignacym Paderewskim. Z inspiracji wuja, przemysłowca Alfonsa Surzyckiego, podjął w 1893 r. naukę w szkole sztygarów w Dąbrowie Górniczej. Po jej ukończeniu pracował jako sztygar w kopalni „Flora”. Początkowo związany z Socjaldemokracją Królestwa Polskiego na terenie Zagłębia Dąbrowskiego, przeszedł wkrótce do Polskiej Partii Socjalistycznej. W 1897 r. założył drugie po „Robotniku” nielegalne socjalistyczne pismo „Górnik” i został jego redaktorem. Kierował Dąbrowskim Komitetem Robotniczym. Aresztowany przez żandarmerię carską na początku 1898 r. zbiegł i po dwóch tygodniach wyjechał do Londynu. Propagował tam idee niepodległościowe w socjalistycznym czasopiśmie „Przedświt”, redagowanym przez Leona Wasilewskiego i ukończył Szkołę Nauk Politycznych. W PPS współpracował blisko z Józefem Piłsudskim. Razem z Piłsudskim udał się w 1904 r. do Japonii w celu pozyskania tamtejszych władz dla sprawy polskiej. W latach 1907–1914 działał w PPS Frakcji Rewolucyjnej. Przed I wojną światową stał się jednym z przywódców PPS. W 1915 r. został oddelegowany do prowadzenia w Warszawie tajnego biura Prezydium i Departamentu Wojskowego Naczelnego Komitetu Narodowego przy przedstawicielu austro-węgierskiego Armeeoberkommando w Warszawie, płk. Josefie von Paiciu. Aresztowanie Filipowicza przez okupacyjne władze niemieckie 20 maja 1916 r. wywołało kryzys w stosunkach austro-niemieckich z powodu ujawnienia związków biura z c.k. administracją. Na początku 1917 r. pełnił funkcję referenta prawno-historycznego w Departamencie Stanu Tymczasowej Rady Stanu. Jednocześnie kierował tajnym Biurem Prasowym i Informacyjnym NKN w budynku przy ul. Szczyglej 12, zajmowanym przez biuro paszportowe Paicia. W związku z tym w maju 1917 r. został ponownie aresztowany przez niemiecką policję i zwolniony pod warunkiem wyjazdu do Krakowa.
W okresie od czerwca do grudnia 1917 r. kierował biurem informacyjnym Naczelnego Komitetu Narodowego w Wiedniu, zaś od stycznia do listopada 1918 r. pełnił funkcję zastępcy przedstawiciela Rady Regencyjnej w Wiedniu. W dniach 16–17 listopada 1918 r. kierował Ministerstwem Spraw Zagranicznych. Następnie pełnił funkcję wiceministra w MSZ do odwołania go przez Wasilewskiego 13 grudnia 1918 r., które uznał za bezprawne.
W latach 1921–1933 pełnił kolejno funkcje: przewodniczącego „Misji specjalnej na Kaukaz Południowy” w randze ministra pełnomocnego III klasy, chargé d’affaires w RFSRR (1921), posła w Finlandii, posła w Belgii, posła, następnie ambasadora w USA (1929–1932), od 1930 również posła w Meksyku.
Po powrocie z misji w Waszyngtonie przeniesiony w 1933 w stan spoczynku. Inicjator i prezes Ligi Odrodzenia Gospodarczego, przekształconej w styczniu 1936 w Polską Partię Radykalną. W grudniu 1937 zgłosił akces do Klubu Demokratycznego. Po agresji III Rzeszy i ZSRR na Polskę wyjechał do Francji. W latach 1941–1942 i 1949–1953 był członkiem Rady Narodowej Rzeczypospolitej Polskiej. W styczniu 1937 był prezesem komitetu głównego Polskiego Czerwonego Krzyża.
Po II wojnie światowej pozostał na uchodźstwie w Wielkiej Brytanii. Pełnił obowiązki przewodniczącego Polskiego Stronnictwa Demokratycznego (1945–1947), z którego został wykluczony w 1947 za poparcie udzielone Augustowi Zaleskiemu.
Zmarł w Londynie 13 lipca 1953.

## Ordery i odznaczenia
- Krzyż Komandorski Orderu Odrodzenia Polski (2 maja 1922)[16][17]